# コトノハ (出版社)
コトノハは、2011年に設立された出版社。五反田と蒲田を結ぶ東急池上線のローカル文化誌『街の手帖』のほか、不定期で単行本の発行を行う。
代表の針谷周作は、1990年代後半から５人組の音響JAZZバンド「Computer Soup」の元メンバー。もともと針谷は旅系の編集者だったが、ライターの原雅明と元パリペキンレコードの虹釜太郎により設立されたレーベル「Soup Disk」から、当時路上演奏などアヴァンギャルドな活動をしていたComputer Soupのアルバムが出ることになり、働いていた編集会社を辞め音楽に専念。その後、ソニー傘下のレーベル・ラストラムをはじめ数々のレーベルからアルバムを発表。その後ソロとしても活動し、2001年にはフランス・パリのセーヌ河沿いの船上クラブ「Batofar」から新たに結成した電子音楽トリオ「Fanta」として招聘された。
1999年に、音楽やアート、文学のインディーズマガジン『Salon』を立ち上げ、VHSで発行された2号目「Techno music landscapes」ではカールステン・ニコライやオヴァル、マウスオンマーズといったヨーロッパのエレクトロニカ系アーティストのスタジオに赴き取材を敢行。毎回フォーマットを変え現在4号まで発行してきたが、2007年頃ウェブマガジン「Unsorted」を展開したのち、2011年に「コトノハ」という名前にしてもともと集英社のゲーム攻略本のほか、ガーデニング雑誌『ガーデン＆ガーデン』の編集長をしていた内藤弓佳とともに法人登記した（内藤弓佳とは、コトノハ設立前に映画批評ムックとして宮崎駿やスピルバーグをテーマに2号まで発行されたシリーズ『クリエイターズファイル』（竹書房）で共同編集を行ったことがきっかけ）。
2013年には、池上線沿線の街をテーマにした『街の手帖』を初版1000部・１冊200円にて発行。当初は隔月刊で発行をしていたが、いくつかの沿線の書店がなくなったことを契機に季刊化され、現在は不定期にて発行を続けている。また発行を続けていく中で山梨県丹波山村との交流がはじまり、2016年には村にサテライトオフィスを開設（現在は閉鎖）。
2017年には、『街の手帖』を発行してきた経緯から「１日無料乗車デー」といった画期的な企画で注目を集めた東急電鉄株式会社主導の「池上線ブランディングプロジェクト」に参画。
2019年からは池上線と東急多摩川線を走る「きになる電車」で沿線の街や電車をテーマにした中吊り企画にも参画している。
またコトノハのサイトにて公開されている「ウェブマガジン１３５」には、小説家の松波太郎やDJのマイケルJフォクスをはじめ、ジャンルを問わずさまざまな著者のローカルと文化を軸にした連載が掲載されている。

## 年表
2011年7月　コトノハ設立（法人登記）
2013年3月　街の手帖創刊号発行
2016年４月　単行本『わがしごと』（wagashi asobi）発行
2020年9月　単行本『植物癒しと蟹の物語』（小林大輝）発行

## リンク
- コトノハ（ウェブサイト）　https://cotonoha.co
- （各駅停話：８２９）東急池上線：７　洗足池　ローカルな魅力、雑誌に（朝日新聞）
- 〈ローカルメディアというフロンティアへ〉天気の次の話題を探して――「街の手帖 池上線」